# دو مويويي
دي موي (2 فبراير 1917 - 1 أكتوبر 2018) كان سياسيًا شيوعيًا فيتناميًا. ارتقى في التسلسل الهرمي للحزب في أواخر الأربعينيات، وأصبح رئيس وزراء فيتنام في عام 1988 وانتخب الأمين العام للحزب الشيوعي الفيتنامي ‏ للجنة المركزية للحزب الشيوعي الفيتنامي ‏ في المؤتمر السابع ‏ في عام 1991. واصل سياسة سلفه في الحكم من خلال القيادة الجماعية وسياسة الإصلاح الاقتصادي التي انتهجها نجوين فان لينه. انتخب أميناً عاماً لدورتين، لكنه ترك منصبه في عام 1997 في الجلسة الكاملة الثالثة للجنة المركزية الثامنة خلال ولايته الثانية.
كان دو موي مستشارًا للجنة المركزية من عام 1997 حتى عام 2001، عندما أُلغيت مؤسسة المجلس الاستشاري للجنة المركزية. كان مندوبًا إلى المؤتمرات التاسعة والعاشرة والحادية عشر ‏. وعلى الرغم من أنه تقاعد رسميًا من السياسة في عام 1997، إلا أن دي موي استمر في التأثير على عملية صنع القرار. توفي في 1 أكتوبر 2018 في المستشفى العسكري المركزي 108.

## الجوائز والأوسمة
- فيتنام:
  -  نيشان النجمة الذهبية (1997)[5]

- اليابان:
  -  جراند كوردون وسام الشمس المشرقة (2018، بعد وفاته)[6]